# Japan Rail Pass
Il Japan Rail Pass (ジャパンレールパス japan rēru pasu?), anche chiamato JR Pass è un pass ferroviario per i turisti che visitano il Giappone.

## Rail Pass
Esistono diverse varianti del Rail Pass: regionali ed All Japan che copre l'intero Giappone. Per tutte le tipologie esistono due classi di vendita: Green Car (1ª classe) e Standard Car (2ª classe).
I pass inoltre hanno durate diverse in termini di giorni di utilizzo e salvo alcune eccezioni regionali sono da considerarsi consecutivi. La tabella qui sotto si riferisce ai prezzi in Yen del Japan Rail Pass All Japan. Il prezzo alla vendita varia di paese in paese e segue l'oscillazione valutaria.
| Classe   | Classe  | 7 Giorni | 14 Giorni | 21 Giorni |
| -------- | ------- | -------- | --------- | --------- |
| Green    | Adulti  | ¥70,000  | ¥111,000  | ¥140,000  |
| Green    | Bambini | ¥35,000  | ¥55,000   | ¥70,000   |
| Standard | Adulti  | ¥50,000  | ¥80,000   | ¥100,000  |
| Standard | Bambini | ¥25,000  | ¥40,000   | ¥50,000   |

Con "Bambini" si intende 6-11 anni al momento dell'acquisto del Exchange Order.
Il Japan Rail Pass permette accesso illimitato a tutti i treni ad alta velocitá Shinkansen, compresi i treni più rapidi Nozomi e Mizuho, che viaggiano sulle linee Shinkansen Tokaido, Sanyo e Kyushu. Se si ha bisogno di usare questi due treni espresso, il Japan Rail Pass permette di realizzare una prenotazione gratuita, ma è necessario pagare un supplemento.  

## Exchange Order

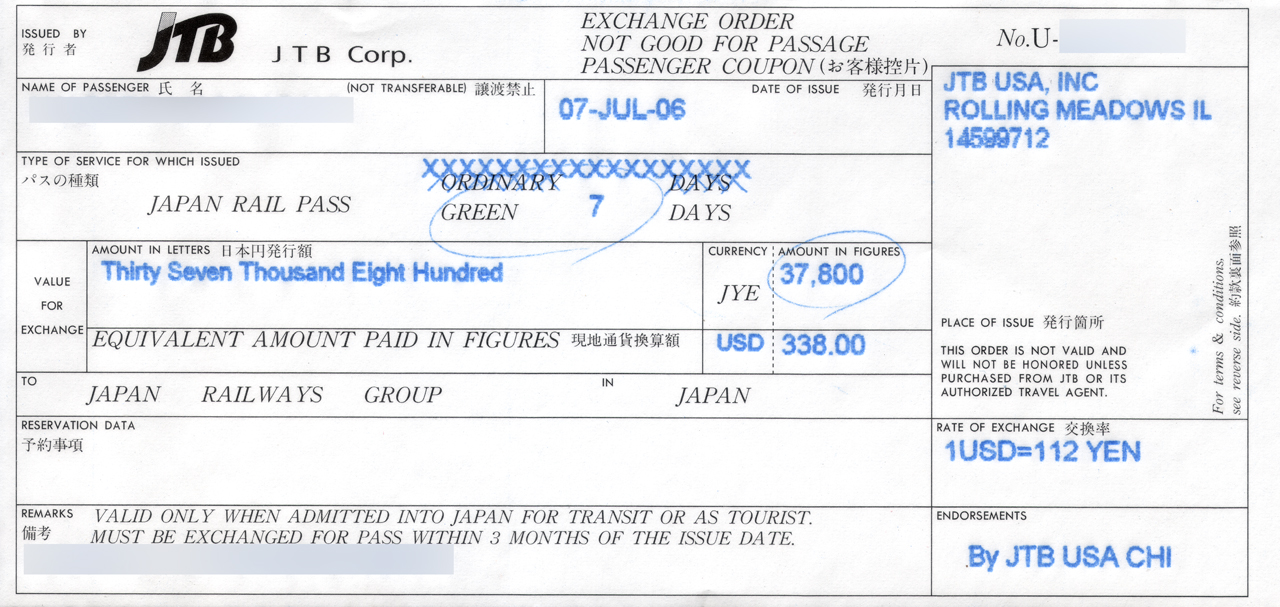
Un esempio di Exchange Order

La vendita del JR Pass è affidata ad alcune agenzie e tour operator ufficiali. Il Pass è acquistabile esclusivamente dall'estero. L'Exchange order non può essere utilizzato per viaggiare, ma deve essere cambiato con il vero e proprio pass ad uno degli sportelli ufficiali della JR chiamati みどりの窓口 (Midori no Madoguchi). Di seguito la lista delle principali stazioni dove cambiare il voucher con il pass.
- Stazione di Kushiro (Hokkaidō)
- Stazione di Obihiro
- Stazione di Asahikawa
- Stazione di Sapporo
- Aeroporto di Shin-Chitose
- Stazione di Hakodate
- Stazione di Hachinohe
- Stazione di Sendai (Miyagi)
- Stazione di Yamagata
- Stazione di Fukushima (Fukushima)
- Stazione di Niigata
- Stazione di Kanazawa
- Stazione di Narita Aeroporto
- Stazione di Haneda Aeroporto Terminal internazionale*
- Stazione di Tokyo
- Stazione di Ueno
- Stazione di Shinjuku
- Stazione di Shibuya
- Stazione di Ikebukuro
- Stazione di Shinagawa
- Stazione di Yokohama
- Stazione di Shin-Yokohama
- Stazione di Odawara
- Stazione di Mishima
- Stazione di Shizuoka
- Stazione di Hamamatsu
- Stazione di Nagoya
- Stazione di Kyōto
- Stazione di Shin-Ōsaka
- Stazione di Ōsaka
- Stazione di Kansai Aeroporto
- Stazione di Sannomiya
- Stazione di Okayama
- Stazione di Hiroshima
- Stazione di Shimonoseki
- Stazione di Takamatsu (Kagawa)
- Stazione di Matsuyama (Ehime)
- Stazione di Kokura
- Stazione di Hakata
- Stazione di Nagasaki (Nagasaki)
- Stazione di Kumamoto
- Stazione di Ōita
- Stazione di Miyazaki
- Stazione di Kagoshima-Chūō

*Questa stazione si trova sulla linea Monorotaia di Tokyo.